# یواس‌اس دو پنت (دی‌دی-۱۵۲)
یواس‌اس دو پنت (دی‌دی-۱۵۲) (به انگلیسی: USS Du Pont (DD-152)) یک کشتی بود که طول آن 314 ft 5 in (95.83 m) بود. این کشتی در سال ۱۹۱۸ ساخته شد.